# Atella
|  | Aquest article tracta sobre una antiga ciutat grega a Campània. Si cerqueu el municipi actual de la província de Potenza, vegeu «Atella (municipi)». |

Atella (grec antic: Ἀτελλα) va ser una ciutat de Campània situada a la via entre Nàpols i Càpua a uns 15 km (9 milles romanes) de cadascuna, segons Esteve de Bizanci i la Taula de Peutinger.
El seu nom no apareix durant l'establiment romà a la Campània a partir de l'any 336 aC però ja devia existir com a ciutat independent. A la Segona Guerra Púnica es van posar al costat dels cartaginesos després de la batalla de Cannes, segons Titus Livi, i va ser presa pels romans tot seguit de la conquesta de Càpua l'any 211 aC. Els ciutadans d'Atella van ser tractats de forma molt severa. Els incitadors de la revolta van ser executats de forma immediata i la resta venuts com esclaus o exiliats a llocs molt distants. L'any següent, els pocs que quedaven a la ciutat van ser expulsats a Calàtia i la ciutat va ser ocupada pels ciutadans de Nuceria Alfaterna, que havia estat destruïda per Anníbal. Era un municipi romà i Ciceró en va ser patró però no se sap per què. Amb August s'hi va establir una colònia militar romana però no va rebre títol de colònia i va restar com a municipi. Estrabó diu que era una de les ciutats més petites de la Campània.
Va ser la seu d'un bisbe fins al segle ix. El 1030 els habitants van ser traslladats a la ciutat veïna d'Aversa fundada pel comte normand Rainulf.
El nom d'Atella és conegut per un tipus de representacions còmiques que van donar lloc a la Comèdia atel·lana o Fabulae Atellanae, i que van tenir durant un temps una gran acceptació a Roma. Aquestes representacions, de temes burlescos i llicenciosos, van ser prohibides durant el regnat de Tiberi, i els actors desterrats d'Itàlia.